# Микрокапсулирование
Микрокапсулирование — это процесс заключения мелких частиц вещества в тонкую оболочку пленкообразующего материала.
В результате микрокапсулирования получают продукт в виде отдельных микрокапсул размером от долей микрона до сотен микрон. Капсулируемое вещество, называемое содержимым микрокапсул, активным или основным веществом, образует ядро микрокапсул, а капсулирующий материал составляет материал оболочек. Оболочки выполняют функцию разобщения частиц одного или нескольких веществ друг от друга и от внешней среды до момента использования.

## Компоненты
Основной компонент микрокапсул — капсулируемое вещество — может находиться в любом агрегатном состоянии — жидком, твердом или газообразном. Существующие методы обеспечивают возможность микрокапсулирования как лиофильных, так лиофобных материалов.
К настоящему времени осуществлено микрокапсулирование металлов, различных химических веществ (гидридов, солей кислот, оснований, многих классов органических соединений — как мономерных, так и высокомолекулярных), представляющих собой катализаторы, стабилизаторы, пластификаторы, масла, жидкое и твердое топливо, растворители, красители, инсектициды, пестициды, удобрения, лекарственные препараты, ароматизирующие вещества, пищевые добавки и волокна, а также ферментов и микроорганизмов.<
В состав содержимого микрокапсул может входить инертный наполнитель, являющийся средой, в которой диспергировалось вещество в процессе микрокапсулирования, или необходимый для последующего функционирования активного вещества.

## Методы
Существующие методы микрокапсулирования могут быть разделены на три основные группы.
Первая группа — физико-химические методы, которые включают коацервацию, осаждение нерастворителем, образование новой фазы при изменении температуры, упаривание летучего растворителя, отверждение расплавов в жидких средах, экстракционное замещение, высушивание распылением, физическую адсорбцию.
Ко второй группе относятся химические методы: образование новой фазы путём сшивания полимеров, поликонденсация и полимеризация.
Наконец, третья группа — это физические методы: напыление в псевдоожиженном слое, экструзия и конденсация паров.
Такая классификация, в основу которой положена природа процессов, протекающих при микрокапсулировании, достаточно условна. На практике часто используется сочетание различных методов.
Кроме перечисленных методов следует ещё упомянуть о методе аэрозольного микрокапсулирования, который может быть отнесен и ко второй, и к третьей группе, поскольку в его основе могут лежать как химические процессы, так и явления физической коалесценции частиц.
При определении наиболее пригодного метода для каждого конкретного случая исходят из заданных свойств конечного продукта, стоимости процесса и многих других факторов. Однако главным образом выбор метода определяется свойствами исходного капсулируемого вещества.
Важной характеристикой методов микрокапсулирования является размер получаемых микрокапсул. По этому признаку наиболее отчетливо разделяются методы, в которых пленкообразующий материал оболочек в процессе образования микрокапсул представляет собой расплав, и методы, основанные на разделении фаз в жидких (газообразных) средах.
Первая группа методов обеспечивает получение капсул средних и больших (до нескольких мм) размеров, вторая — микрокапсул размером от нескольких до сотен микрон. Наиболее мелкие микрокапсулы могут быть получены методами коацервации (от 1 мкм до 1 мм), электростатической коагуляцией (от долей мкм до 20 мкм), полимеризации в эмульсиях и суспензиях (от 1 мкм до нескольких мм) или высушивания при распылении дисперсионной (эмульсионной) системы (до 500 мкм). Капсулы больших размеров (от 100 мкм до нескольких мм) получают с использованием центрифуг, экструдирующих устройств и в псевдоожиженном слое.
Следует отметить, что последние методы обеспечивают наименьшее содержание пылевидной фракции, но при этом содержание основного вещества в микрокапсулах обычно бывает меньше, чем в продуктах, получаемых полимеризационными (поликонденсационными) или другими жидкофазными методами.
В настоящее время один из самых популярных методов создания микрокапсул — послойное нанесение полиэлектролитов (LbL, layer-by-layer technique).

## Применение
Чрезвычайно многочисленны области применения микрокапсулированных продуктов. Сегодня трудно назвать отрасль хозяйства, где микрокапсулы не нашли бы применения или эффективность их использования не была бы очевидна или принципиально показана.
Последние годы характеризуются расширением ассортимента выпускаемых промышленностью микрокапсулированных продуктов. Это относится к целлюлозным материалам, наполнителям для полимерных формовочных масс (волокнам и полым микросферам), клеевым материалам, компонентам полимерных композиций (катализаторам, инициаторам, мономерам, полимерам и растворителям), красителям, магнитным веществам, кормовым продуктам, инсектицидам, удобрениям, косметическим товарам, продуктам бытовой химии, ферментам, фотоматериалам и др. В настоящее время диапазон областей практического использования микрокапсулированных материалов очень велик — от здравоохранения до космических исследований.